# Velloreille-lès-Choye
Velloreille-lès-Choye è un comune francese di 80 abitanti situato nel dipartimento dell'Alta Saona nella regione della Borgogna-Franca Contea.

## Società

### Evoluzione demografica
Abitanti censiti